# كوريفاوية
الكوريفاوية (الاسم العلمي: Corypheae) هي قبيلة نباتية تتبع فصيلة الفوفلية من رتبة الفوفليات.

## أجناس
تضم هذه القبيلة جنس وحيد هو:
- الكوريفا (الاسم العلمي: Corypha)